# Betiya
Betiya (tiếng Ả Rập: بتيا) là một ngôi làng Syria nằm ở Salqin Nahiyah ở huyện Harem, Idlib. Theo Cục Thống kê Trung ương Syria (CBS), Betiya có dân số 683 trong cuộc điều tra dân số năm 2004.